# 燈無蕎麦

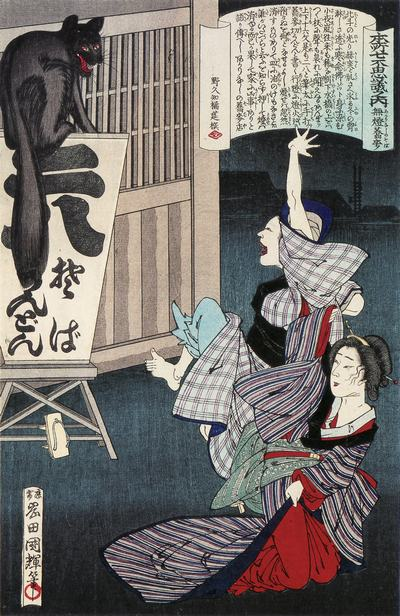
『本所七不思議之内 無灯蕎麦』（燈無蕎麦） 三代目 歌川国輝・画

燈無蕎麦（あかりなしそば）は、本所（東京都墨田区）を舞台とした本所七不思議と呼ばれる奇談・怪談の1つ。幽霊屋敷の屋台版のような怪異。

## 概要
江戸時代、本所南割下水付近には夜になると二八蕎麦の屋台が出たが、そのうちの1軒はいつ行っても店の主人がおらず、夜明けまで待っても遂に現れず、その間、店先に出している行灯の火が常に消えているというもの。この行灯にうかつに火をつけると、家へ帰ってから必ず不幸が起るという。やがて、この店に立ち寄っただけでも不幸に見舞われてしまうという噂すら立つようになった。
逆に「消えずの行灯（きえずのあんどん）」といって、誰も給油していないのに行灯の油が一向に尽きず、一晩たっても燃え続けているという伝承もあり、この店に立ち寄ると不幸に見舞われてしまうともいわれた。
正体はタヌキの仕業ともいわれており、歌川国輝による浮世絵『本所七不思議之内 無灯蕎麦』にはこの説に基づき、燈無蕎麦の店先にタヌキが描かれている。